# John Lauridsen
John Mikkelsen Lauridsen (* 2. April 1959 in Ribe) ist ein ehemaliger dänischer Fußballspieler.

## Karriere
Lauridsen begann seine Karriere bei Esbjerg fB. In seiner ersten Saison bei Esbjerg gewann er die dänische Meisterschaft. 1982 wechselte er nach Spanien zu Espanyol Barcelona. Er erreichte mit Espanyol 1988 das UEFA-Pokal-Finale, wo man gegen Bayer 04 Leverkusen verlor. In die Zeit in Barcelona fällt auch die Berufung in das dänische Aufgebot für die Europameisterschaft 1984 in Frankreich. Lauridsen wurde zweimal eingesetzt und erzielte sogar ein Tor. Dänemark schied im Halbfinale aus. 1988 wechselte er weiter zu CD Málaga. Nach acht Jahren auf der Iberischen Halbinsel kam der Mittelfeldspieler 1990 zurück in seine Heimat Dänemark und spielte noch zwei Saisons bei Esbjerg fB.
International lief er 27 Mal für die dänische Auswahl auf und erzielte dabei drei Tore. 

## Erfolge
- Dänischer Meister: 1979